# Paolo Pininfarina
Paolo Pininfarina (Torino, 28 agosto 1958 – Torino, 9 aprile 2024) è stato un imprenditore italiano.

## Biografia
Paolo Pininfarina nacque a Torino il 28 agosto 1958, figlio del senatore a vita Sergio Pininfarina e nipote del fondatore della Pininfarina, Battista "Pinin" Farina, nonché fratello di Andrea e Lorenza. Dopo aver completato gli studi con laurea in ingegneria meccanica presso il Politecnico di Torino nel 1982, iniziò a lavorare presso la Pininfarina.
Svolse vari tirocinii negli Stati Uniti, presso la Cadillac a Detroit, e in Giappone presso la Honda, al termine dei quali proseguì in Italia il suo lavoro presso la "Industrie Pininfarina S.p.A.". Nel 1987 assunse la guida della Pininfarina Extra s.r.l., società del gruppo Pininfarina trattante i settori di disegno industriale, arredamento, architettura e nautica, di cui fu presidente e amministratore delegato. Dal maggio 2006 assunse anche la vice presidenza della Pininfarina. Fra le altre sue attività vi furono quella di Program Manager nel programma di Engineering GM 200 per la General Motors e la partecipazione al Comitato Scientifico dell'Istituto Europeo di Design di Torino.
Il 12 agosto 2008 divenne Presidente di Pininfarina S.p.A. in seguito alla tragica morte del fratello maggiore Andrea.
Malato da tempo, morì a Torino il 9 aprile 2024 all'età di 65 anni.

## Vita privata
Sposato con Ilaria Chionetti, ebbe cinque figli: Greta, Giovanni, Iole, Tullio e Giulia.